# اتاق قرمز
اتاق قرمز یا اتاق: هارمونی قرمز (انگلیسی: The Dessert: Harmony in Red) یک نقاشی از آنری ماتیس است که سال ۱۹۰۸ کشیده شد. در این نقاشی فوویستی که مانند نمونه‌های امپرسیونیستی فاقد نقطهٔ کانونی است طرح زمینه و رنگ قرمز به شیوه‌ای تخت میز را به دیوار پیوند داده است.
ماتیس ابتدا قرار بود نقاشی را با «هارمونی آبی» خلق کند، اما چون از نتیجه ناراضی بود، رنگ دلخواهش قرمز را برگزید.
اتاق قرمز که از سوی منتقدان هنری شاهکار ماتیس لقب گرفته است در مجموعهٔ دائمی موزه ارمیتاژ نگهداری می‌شود.